# 과테말라 공화국 의회

과테말라 공화국 의회(Congress of the Republic of Guatemala, 스페인어: Congreso de la República)는 과테말라 공화국의 단원제 의회이다. 과테말라 의회는 직접 보통선거로 선출된 160명의 의원으로 구성되며 임기는 4년이다. 선거제도는 폐쇄형 정당명부 비례대표제이다. 의원 중 31명은 전국적으로 선출되며, 나머지 127명의 의원은 22개 다의원 선거구에서 선출된다. 과테말라의 22개 주 각각은 하나의 구역 역할을 하며, 수도가 포함된 과테말라주를 제외하고는 크기 때문에 두 개(중앙 지구와 과테말라 지구)로 나뉜다.

## 지역별 할당된 자리 수
- 과테말라 31
- 과테말라 (도시) 19
- 알타베라파스주 9
- 바하베라파스주 2
- 치말테낭고주 5
- 치키물라주 3
- 엘프로그레소주 1
- 에스쿠인틀라주 6
- 과테말라주 11
- 우에우에테낭고주 10
- 이사발주 3
- 할라파주 3
- 후티아파주 4
- 페텐주 4
- 케트살테낭고주 7
- 키체주 8
- 레탈룰레우주 3
- 사카테페케스주 3
- 산마르코스주 9
- 산타로사주 3
- 솔롤라주 3
- 수치테페케스주 5
- 토토니카판주 4
- 사카파주 2